# Aderus elgonensis
Aderus elgonensis é uma espécie de inseto besouro da família Aderidae. Foi descrita cientificamente por Maurice Pic em 1939.

## Distribuição geográfica
Habita na Etiópia.